# Blosyropus dentatus
Blosyropus dentatus là một loài bọ cánh cứng trong họ Cerambycidae.